# Річки Бутану
Річки Бутану утворюють чотири основні річкові системи: Манас (Дрангме), Пуна-Цанг, Ванг і Торса. Кожна з цих річок швидкими потоками тече з Гімалаїв і через південні Дуари вливається в річку Брахмапутра в Індії, яка далі тече через Бангладеш, де Брахмапутра (або Джамуна в Бангладеш) приєднується до річки Ганг (або Падма в Бангладеш), яка впадає в Бенгальську затоку.

## Основні річкові системи Бутану

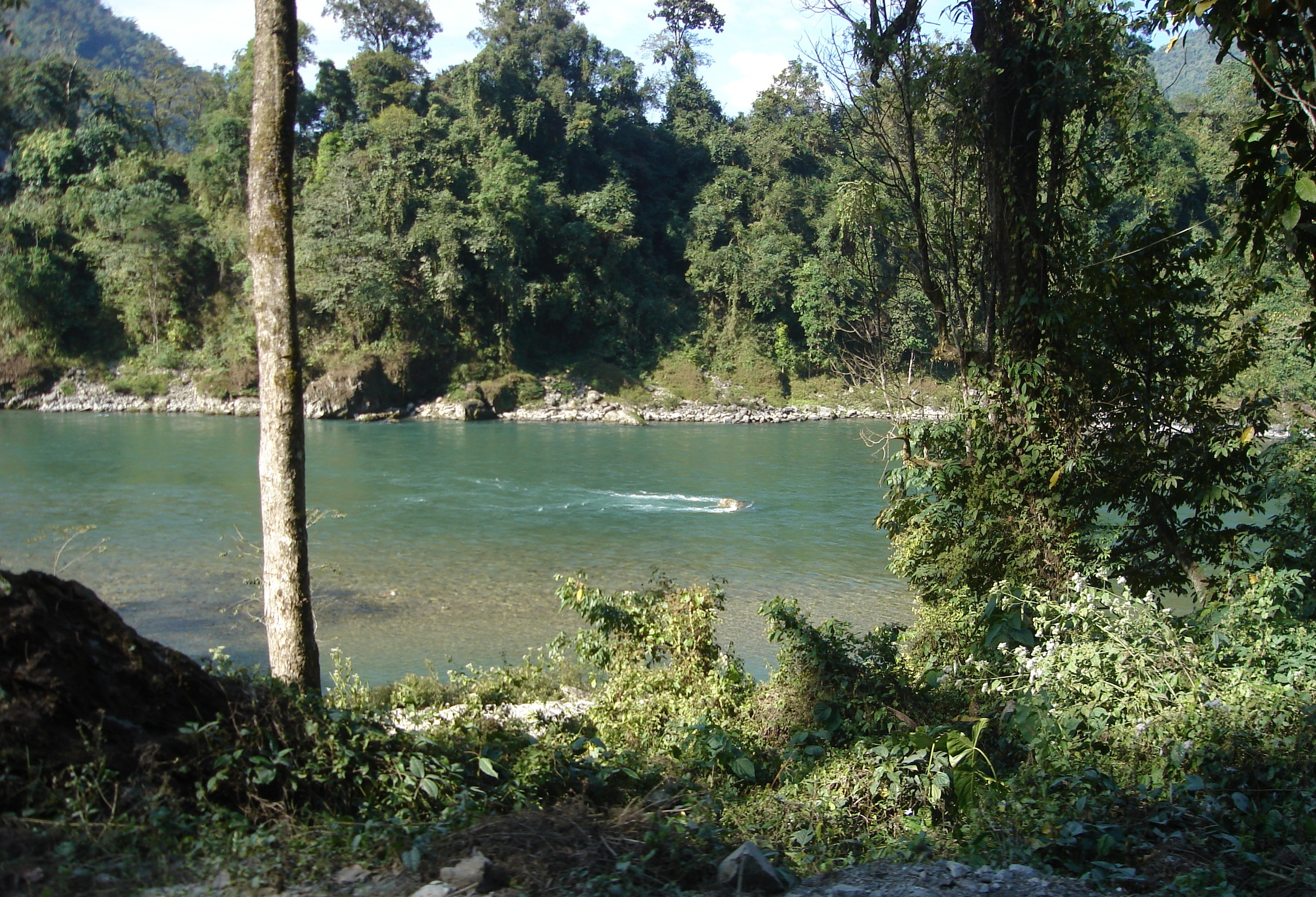
Річка Манас в районі селища Панбанг, Жемганг

Потоки найбільшої річкової системи, Дрангме, течуть від південно-західного індійського штату Аруначал-Прадеш і мають три основні притоки: Дрангме, Мангде та Бумтанг (англ. Bumthang River). Ці притоки утворюють басейн Дрангме, який займає більшу частину східного Бутану і долин Тонгса і Бумтанг. У Дуарах 8 приток з'єднуються в єдину водну артерію — Дрангме, яку там називають Манас.
Витоки 320-кілометрової річки Пуна-Цанг, яка також називається Санкош, течуть з північного заходу Бутану і називаються Мо і Пхо (англ. Pho Chhu). Вони наповнюються снігами Великого гімалайського хребта. Річки цієї системи часто виходять з берегів. Вони течуть на південь до Пунакха, де з'єднуються, утворюючи Пуна-Цанг, яка тече на південь до індійського штату Західна Бенгалія.
Притоки 370-кілометрової річки Ванг набирають силу в Тибеті. Ванг тече в південно-східному напрямку через західно-центральні частини Бутану по долинах Ха, Паро, Тхімпху і далі в Дуари, звідки вона потрапляє в Західну Бенгалію, де має назву Райг'є (англ. Raigye Chhu).
Невелика річкова система Торса, яка у своїй північній течії відома як Амо, теж тече з Тибету, далі по долині Чумбі, швидко протікає по західному Бутану до розширення в районі Пхунчолінгу і далі тече до Індії.

## Список річок Бутану

### Східний Бутан
- Манас[2]
  - Дрангме[3]
    - Гамрі, або Таванг (англ. Gamri River, Tawang Chhu)[4][5]
    - Кулонг (англ. Kulong Chhu)[2]
    - Курі, або Лхобрак[2]

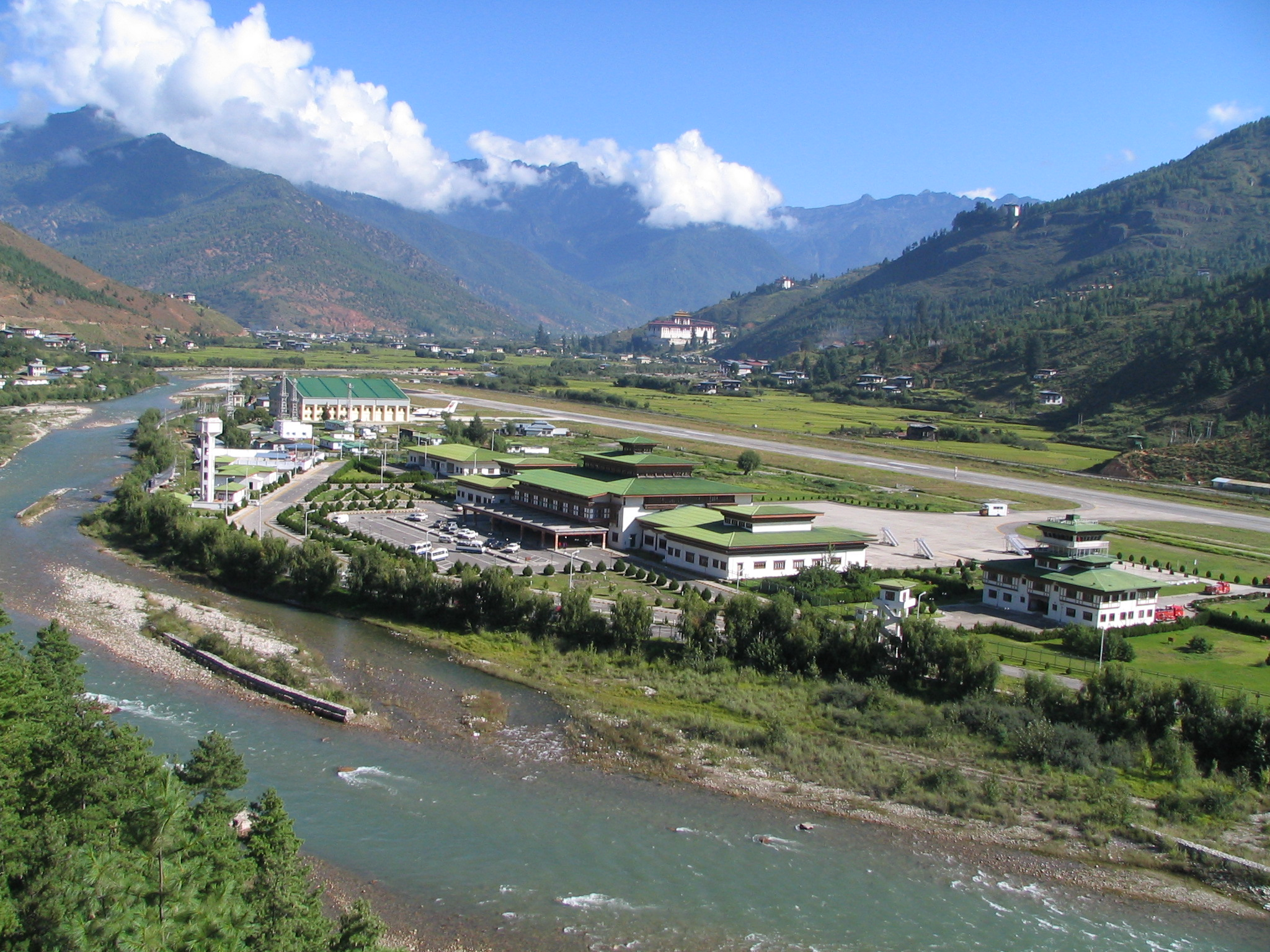
Річка Паро (притока Вангу) поблизу аеропорту Паро

  - Бумтанг, або Мурчангфі, або Чамкхар[2][5]
    - Дур-Чу

  - Мангде, або Тонгса[2][6]
- Паглад'я (англ. Pagladiya River)[7]
- Путхімарі-Наді (англ. Puthimari Nadi)[7]
- Дхансірі-Наді (англ. Dhansiri Nadi)[4]

### Західний Бутан
- Санкош, або Пуна-Цанг[2]
  - Мо, або Мо Чу[2]
    - Танг[2]

  - Пхо (англ. Pho Chhu)[2]
- Ванг, або Ванг Чу, або Чін Чу[2]

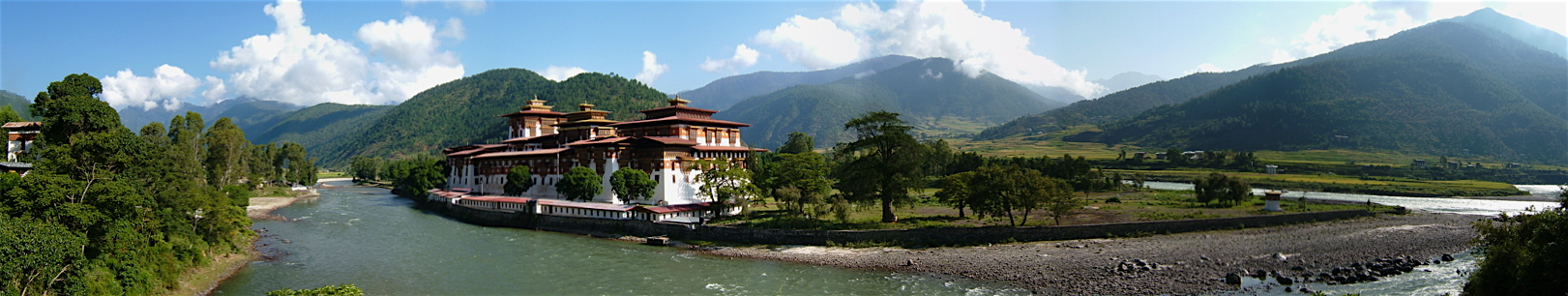
Дзонг Пунакха розташований в місці злиття річок Пхо і Мо, які утворюють річку Санкош

  - Хаа, або Ха, або Хаа Чу, або Ха Чу[2]
  - Паро, або Паро Чу[2]
  - Тхімпху (англ. Thimphu Chhu)[8][5]
- Торса, або Амо[2]
- Жалдхака, або Ді, або Ді Чу[4]
- Райдак, або Ванг Чху, або Вонг Чу